# Lumajang (regentschap)

Boeren met hun oogstwerktuigen te Klakah bij Loemadjang (± 1910)

Lumajang is een regentschap (kabupaten) in de Indonesische provincie Oost-Java  op Java. Het regentschap telt 1.006.458 inwoners (volkstelling 2010). Hoofdstad is de gelijknamige stad Lumajang.
Lumajang ligt in het zuidelijke deel van de provincie Oost-Java waar het regentschap in het westen wordt 
begrensd door het regentschap Malang, in het noorden door het regentschap Probolinggo, in het oosten door het regentschap Jember. In het zuiden ligt de Indische Oceaan. 

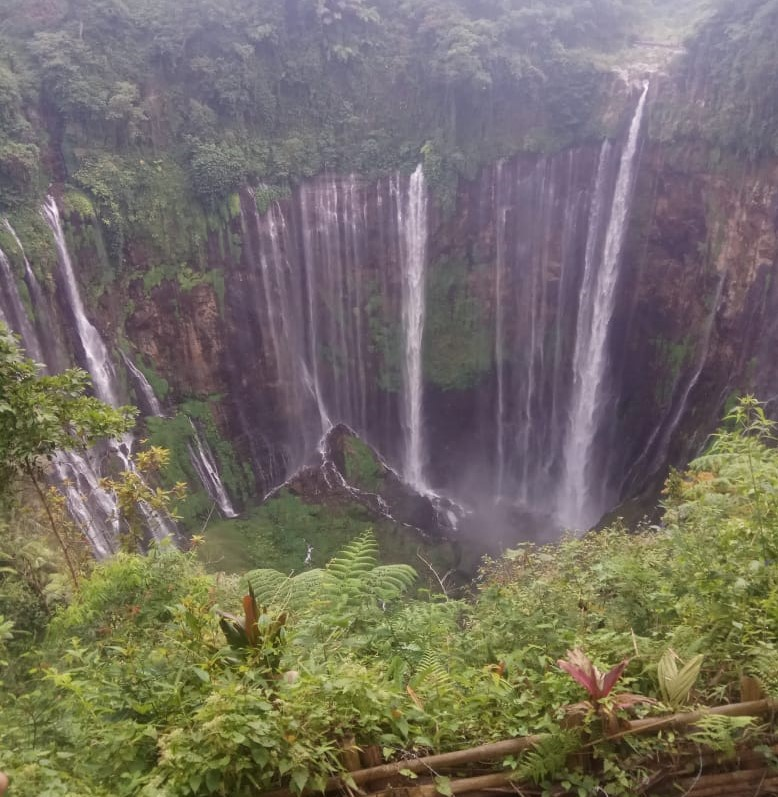
Watercal Tumpaksewu in het onderdistrict Pronojiwo

## Onderdistricten
Het regentschap bestaat uit eenentwintig onderdistricten (zogenaamde kecamatan). 
In deze onderdistricten liggen 205 plaatsen die een administratieve eenheid zijn, 7 met een stedelijke karakter (kelurahan's) en 189 met een landelijke karakter (desa's)
| Naam            | Opper vlakte in km2 | Inwoners Volks telling 2010 | Inwoners Volks telling 2020 |
| --------------- | ------------------- | --------------------------- | --------------------------- |
| Tempursari      | 105,35              | 28.501                      | 33.819                      |
| Pronojiwo       | 141,49              | 31.737                      | 37.759                      |
| Candipuro       | 143,09              | 62.226                      | 73.617                      |
| Pasirian        | 128,39              | 83.683                      | 92.035                      |
| Tempeh          | 73,21               | 78.806                      | 85.929                      |
| Lumajang (stad) | 28,47               | 80.685                      | 84.649                      |
| Sumbersuko      | 29,07               | 33.913                      | 36.137                      |
| Tekung          | 27,88               | 32.565                      | 35.565                      |
| Kunir           | 53,30               | 51.679                      | 56.181                      |
| Yosowilangun    | 72,44               | 56.546                      | 61.299                      |
| Rowokangkung    | 58,88               | 34.149                      | 38.391                      |
| Jatiroto        | 53,69               | 45.247                      | 48.226                      |
| Randuagung      | 93,92               | 60.853                      | 70.343                      |
| Sukodono        | 28,81               | 49.949                      | 56.352                      |
| Padang          | 53,83               | 34.615                      | 37.943                      |
| Pasrujambe      | 162,47              | 34.916                      | 40.987                      |
| Senduro         | 170,90              | 42.892                      | 49.314                      |
| Gucialit        | 101,79              | 23.436                      | 26.274                      |
| Kedungjajang    | 66,13               | 43.499                      | 47.685                      |
| Klakah          | 87,42               | 51.118                      | 56.664                      |
| Ranuyoso        | 110,36              | 45.443                      | 50.082                      |
| Totalen         | 1.790,90            | 1.006.458                   | 1.119.251                   |

Stadsgemeenten: Batu · Blitar · Kediri · Madiun · Malang · Mojokerto · Probolinggo · Pasuruan · Surabaya

Regentschappen: Banyuwangi · Bangkalan · Blitar · Bojonegoro · Bondowoso · Gresik · Jember · Jombang · Kediri · Lamongan · Lumajang · Madiun · Magetan · Malang · Mojokerto · Nganjuk · Ngawi · Pacitan · Pamekasan · Pasuruan · Ponorogo · Probolinggo · Sampang · Sidoarjo · Situbondo · Sumenep · Trenggalek · Tuban · Tulungagung